# Lonnie Donegan

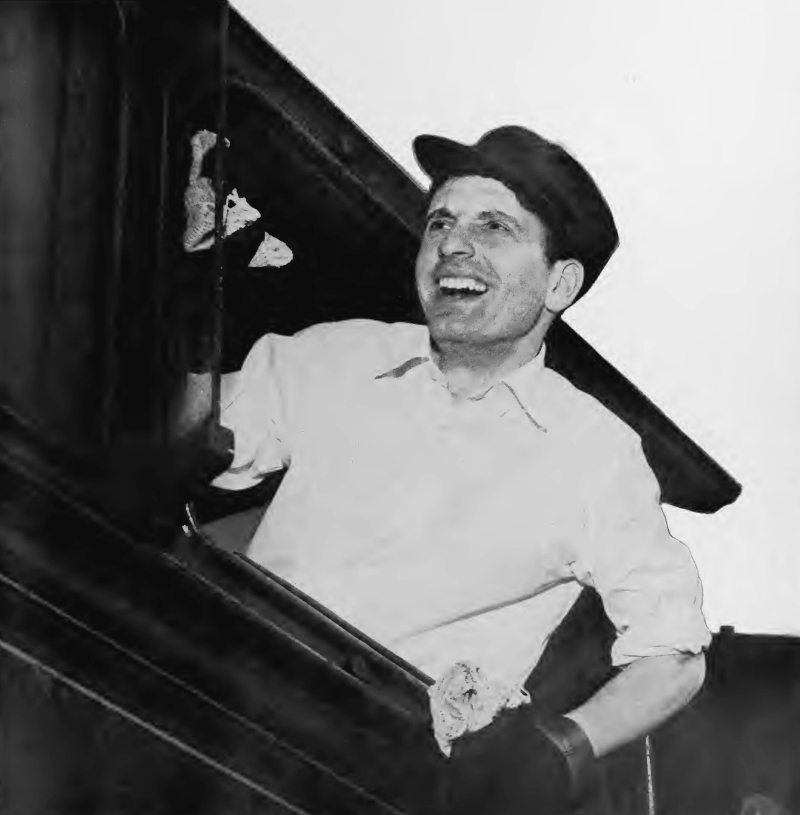
Lonnie Donegan 1956

Anthony James „Lonnie“ Donegan (* 29. April 1931 in Glasgow; † 3. November 2002 in Peterborough) war ein britischer Folk-, Jazz- und Skiffle-Musiker. Er hatte zwischen 1956 und 1962 mehr als 30 Hits in den Charts wie Rock Island Line (1956), Cumberland Gap, Gamblin’ Man (beide 1957), The Battle of New Orleans (1959), My Old Man's a Dustman (1960) und Does Your Chewing Gum Lose Its Flavour (On the Bedpost Overnight?) (1961). Er hatte großen Einfluss auf die Entwicklung der Rockmusik, löste eine Skiffle-Welle aus und wurde „King of Skiffle“ genannt.

## Leben und Wirken
Donegan wurde 1931 im schottischen Glasgow geboren und zog bereits in jungen Jahren mit seiner Mutter nach London, nachdem seine Eltern geschieden worden waren. Inspiriert vom Blues, den er im Radio hörte, begann er, Gitarre zu spielen.
1952 war er in Deutschland stationiert und formierte seine erste eigene Band, die Tony Donegan Jazzband, während er bereits in der Dixieland-Band von Chris Barber Banjo spielte. Bei einem Auftritt als Vorgruppe des Bluesmusikers Lonnie Johnson soll der Ansager mit den Namen durcheinander gekommen sein und die Gruppe als „Tony Johnson“ und „Lonnie Donegan“ angekündigt haben. Diesen Namen behielt er als Künstlernamen bei.
Bereits 1956 hatte Donegan seinen ersten Hit mit seiner Version von Leadbellys Rock Island Line, die er mit Chris Barbers Jazz Band aufnahm, bei der er zu dieser Zeit spielte. Nach der Trennung von Barber folgten weitere Hits, darunter Cumberland Gap (1957), The Battle of New Orleans (1959), My Old Man's a Dustman (1960) und Does Your Chewing Gum Lose Its Flavour (On the Bedpost Overnight?) (1961).
Donegans Erfolg hielt zunächst bis 1962 an. 1963 wurde er mit seiner Version des Spirituals Michael Row the Boat Ashore einem breiteren, nicht nur  jazz- oder skiffleaffinen Publikum bekannt. 1966 erfuhr er mit dem offiziellen FIFA-Fußball-WM-Song World Cup Willie  vorübergehend allgemeine Bekanntheit. 1969 hatte er mit I'll Never Fall in Love Again für Tom Jones erneut einen Hit außerhalb der Dixieland- und Skiffle-Szene. Dazwischen trat er regelmäßig u. a. in Hamburg auf, wo er viele junge Musiker beeinflusste, die später unter dem Sammelbegriff Hamburger Szene bekannt wurden. 1974 und 1975 nahm er zwei LPs mit der deutschen Jazz- und Skiffleband Leinemann auf. In England trat er daneben immer wieder u. a. mit Max Miller in Publikums- und Sommershows auf. 1976 erlitt er in den USA einen Herzinfarkt und musste operiert werden.
1978 nahm er etliche seiner früheren Hits mit bekannten Kollegen wie Ringo Starr, Elton John, Brian May, Ron Wood und Albert Lee neu auf. Das Album erschien unter dem Titel Putting on the Style. 1992 unterzog er sich nach einem weiteren Herzinfarkt erneut einer Herzoperation; 1999 trat er beim Glastonbury Festival auf. 2000 brachte er mit Van Morrison u. a. das Album The Skiffle Sessions – Live in Belfast heraus, im selben Jahr erhielt er den Order of the British Empire.
Lonnie Donegan starb im November 2002 im Alter von 71 Jahren während einer Tour durch Großbritannien, kurz bevor er auf einem Konzert zum Gedenken an George Harrison auftreten sollte. Er hinterließ drei Töchter und vier Söhne aus drei Ehen. Einer seiner Söhne, Peter Donegan, tritt ebenfalls als Sänger und Musiker auf.

## Diskografie

### Alben
| Jahr | Titel                                  | Höchstplatzierung, Gesamtwochen, AuszeichnungChartplatzierungen (Jahr, Titel, Platzierungen, Wochen, Auszeichnungen, Anmerkungen) | Höchstplatzierung, Gesamtwochen, AuszeichnungChartplatzierungen (Jahr, Titel, Platzierungen, Wochen, Auszeichnungen, Anmerkungen) | Anmerkungen                       |
| Jahr | Titel                                  | DE | UK | Anmerkungen                       |
| ---- | -------------------------------------- | --- | --- | --------------------------------- |
| 1956 | Lonnie Donegan Showcase                | — | UK2 (22 Wo.)UK |                                   |
| 1957 | Lonnie                                 | — | UK3 (13 Wo.)UK |                                   |
| 2000 | The Skiffle Sessions – Live in Belfast | DE80 (2 Wo.)DE | UK14 (4 Wo.)UK | mit Van Morrison und Chris Barber |

grau schraffiert: keine Chartdaten aus diesem Jahr verfügbar
Weitere Alben
- 1958: Tops with Lonnie
- 1959: Lonnie Rides Again
- 1960: Skiffle Folk Songs
- 1961: Does Your Chewing Gum Lose Its Flavour (On the Bedpost Overnight)
- 1961: More! Tops with Lonnie
- 1962: Sing Hallelujah
- 1965: The Lonnie Donegan Folk Album
- 1970: Lonniepops – Lonnie Donegan Today
- 1974: The Great Re-Union Album
- 1974: Lonnie Donegan Meets Leinemann (mit Leinemann)[2]
- 1976: Country Roads (mit Leinemann)[3]
- 1979: Sundown
- 1999: Muleskinner Blues
- 2004: This Yere de Story
- 2006: The Last Tour
- 2007: Jubilee Concert 1st Half
- 2007: Jubilee Concert 2st Half
- 2008: Lonnie Live! Rare Tapes from the Late Sixties
- Donegan on Stage – Lonnie Donegan at Conway Hall

### Kompilationen
| Jahr | Titel                                    | Höchstplatzierung, Gesamtwochen, AuszeichnungChartsChartplatzierungen (Jahr, Titel, Platzierungen, Wochen, Auszeichnungen, Anmerkungen) | Anmerkungen |
| Jahr | Titel                                    | UK | Anmerkungen |
| ---- | ---------------------------------------- | --- | ----------- |
| 1962 | Golden Age of Donegan                    | UK3 (23 Wo.)UK |             |
| 1963 | Golden Age of Donegan Volume 2           | UK15 (3 Wo.)UK |             |
| 1978 | Puttin’ on the Style                     | UK51 (3 Wo.)UK |             |
| 2003 | Puttin’ on the Style – The Greatest Hits | UK45 (2 Wo.)UK |             |

Weitere Kompilationen
- 1998: King of Skiffle

### EPs
| Jahr | Titel Album     | Höchstplatzierung, Gesamtwochen, AuszeichnungChartsChartplatzierungen (Jahr, Titel, Album, Platzierungen, Wochen, Auszeichnungen, Anmerkungen) | Anmerkungen |
| Jahr | Titel Album     | UK | Anmerkungen |
| ---- | --------------- | --- | ----------- |
| 1956 | Skiffle Session | UK20 (2 Wo.)UK |             |

Weitere EPs
- 1954: Rock Island Line
- 1956: Backstairs Session

### Singles
| Jahr | Titel Album                                                        | Höchstplatzierung, Gesamtwochen, AuszeichnungChartplatzierungen (Jahr, Titel, Album, Platzierungen, Wochen, Auszeichnungen, Anmerkungen) | Höchstplatzierung, Gesamtwochen, AuszeichnungChartplatzierungen (Jahr, Titel, Album, Platzierungen, Wochen, Auszeichnungen, Anmerkungen) | Höchstplatzierung, Gesamtwochen, AuszeichnungChartplatzierungen (Jahr, Titel, Album, Platzierungen, Wochen, Auszeichnungen, Anmerkungen) | Anmerkungen                              |
| Jahr | Titel Album                                                        | DE | UK | US | Anmerkungen                              |
| ---- | ------------------------------------------------------------------ | --- | --- | --- | ---------------------------------------- |
| 1955 | Rock Island Line                                                   | — | UK8 (22 Wo.)UK | US8 (17 Wo.)US | B-Seite: John Henry                      |
| 1956 | Lost John                                                          | — | UK2 (18 Wo.)UK | US58 (2 Wo.)US | B-Seite: Stewball                        |
| 1956 | Bring a Little Water, Sylvie                                       | — | UK7 (13 Wo.)UK | — | B-Seite: Dead or Alive                   |
| 1957 | Don’t You Rock Me Daddy-O                                          | — | UK4 (17 Wo.)UK | — | B-Seite: I’m Alabammy Bound              |
| 1957 | Cumberland Gap                                                     | — | UK1 (12 Wo.)UK | — | B-Seite: Love is strange                 |
| 1957 | Gamblin’ Man                                                       | — | UK1 (19 Wo.)UK | — | B-Seite: Puttin’ On the Style            |
| 1957 | My Dixie Darlin’                                                   | — | UK10 (15 Wo.)UK | — | B-Seite: I’m Just a Rolling Stone        |
| 1957 | Jack O’ Diamonds                                                   | — | UK14 (7 Wo.)UK | — | B-Seite: Ham ’N’ Eggs                    |
| 1958 | The Grand Coulee Dam                                               | — | UK6 (15 Wo.)UK | — | B-Seite: Nobody Loves Like an Irishman   |
| 1958 | Sally Don’t You Grieve                                             | — | UK11 (7 Wo.)UK | — | B-Seite: Betty, Betty, Betty             |
| 1958 | Lonesome Traveller                                                 | — | UK28 (1 Wo.)UK | — | B-Seite: Times Are Getting Hard, Boys    |
| 1958 | Lonnie’s Skiffle Party                                             | — | UK23 (5 Wo.)UK | — | B-Seite: Lonnie Skiffle Party Pt.2       |
| 1958 | Tom Dooley                                                         | — | UK3 (14 Wo.)UK | — | B-Seite: Rock O’ My Soul                 |
| 1959 | Does Your Chewing Gum Lose Its Flavour (On the Bedpost Overnight?) | — | UK3 (12 Wo.)UK | US5 (11 Wo.)US | B-Seite: Aunt Rhody                      |
| 1959 | Fort Worth Jail                                                    | — | UK14 (5 Wo.)UK | — | B-Seite: Whoa Buck                       |
| 1959 | The Battle of New Orleans                                          | — | UK2 (16 Wo.)UK | — | B-Seite: Darling Corey                   |
| 1959 | Sal’s Got a Sugar Lip                                              | — | UK13 (4 Wo.)UK | — | B-Seite: Chesapeake Bay                  |
| 1959 | San Miguel                                                         | — | UK19 (4 Wo.)UK | — | B-Seite: Talking Guitar Blues            |
| 1960 | My Old Man’s a Dustman                                             | — | UK1 (13 Wo.)UK | — | B-Seite: The Golden Vanity               |
| 1960 | I Wanna Go Home (Wreck of the ’John B’)                            | — | UK5 (17 Wo.)UK | — | B-Seite: Jimmy Brown the Newsboy         |
| 1960 | Lorelei                                                            | — | UK10 (8 Wo.)UK | — | B-Seite: In All My Wildest Dreams        |
| 1960 | Lively                                                             | — | UK13 (9 Wo.)UK | — | B-Seite: Black Cat (Cross My Path Today) |
| 1960 | Virgin Mary                                                        | — | UK27 (5 Wo.)UK | — | B-Seite: Beyond the Sunset               |
| 1961 | Have a Drink on Me                                                 | DE50 (4 Wo.)DE | UK8 (15 Wo.)UK | — | B-Seite: Seven Daffodils                 |
| 1961 | Michael, Row the Boat                                              | DE4 (20 Wo.)DE | UK6 (11 Wo.)UK | — | B-Seite: Lumbered                        |
| 1961 | The Comancheros                                                    | — | UK14 (10 Wo.)UK | — | B-Seite: Ramblin’ Round                  |
| 1962 | The Party’s Over                                                   | — | UK9 (12 Wo.)UK | — | B-Seite: Over the Rainbow                |
| 1962 | Pick a Bale of Cotton                                              | — | UK11 (10 Wo.)UK | — | B-Seite: Steal Away                      |

Weitere Singles
- 1956: Diggin’ My Potatoes / Bury My Body
- 1956: On A Christmas Day / Take My Hand Precious Lord
- 1958: Midnight Special / When the Sun Goes Down
- 1959: Bewildered / Kevin Barry
- 1959: Hold Back Tomorrow
- 1960: Rockin’ Alone
- 1961: (Bury Me) Beneath the Willow / Leave My Woman Alone
- 1962: I’ll Never Fall in Love Again / Keep on the Sunny Side
- 1962: The Market Song / Tit-Bits
- 1963: Losing by a Hair / Trumpet Sounds
- 1963: It Was a Very Good Year / Rise Up
- 1963: Lemon Tree / I’ve Gotta Girl So Far
- 1963: 500 Miles Away From Home / This Train
- 1964: Beans in My Ears / It’s a Long Road to Travel
- 1964: Fisherman’s Luck / There’s a Big Wheel
- 1965: Get Out of My Life / Won’t You Tell Me
- 1965: Louisiana Man / Bound for Zion
- 1966: World Cup Willie / Where in This World Are We Going?
- 1966: I Wanna Go Home / Black Cat (Cross My Path Today)
- 1967: Aunt Maggie’s Remedy / (Ah) My Sweet Marie
- 1968: Toys / Relax Your Mind
- 1969: My Lovely Juanita / Who Knows Where the Time Goes?
- 1972: Speak to the Sky / Get Out of My Life
- 1973: Jump Down Turn Around (Pick a Bale of Cotton) / Lost John Blues (nur in Australien)
- 1976: I’ve Lost my Little Willie / Censored